# Valangaiman
Valangaiman es una ciudad y nagar Panchayat situada en el distrito de Tiruvarur en el estado de Tamil Nadu (India). Su población es de 11754 habitantes (2011). Se encuentra a 33 km de Tiruvarur y a 32 km de Thanjavur.

## Demografía
Según el censo de 2011 la población de Valangaiman era de 11754 habitantes, de los cuales 5815 eran hombres y 5939 eran mujeres. Valangaiman tiene una tasa media de alfabetización del 86,74%, superior a la media estatal del 80,09%: la alfabetización masculina es del 91,34%, y la alfabetización femenina del 82,28%.